# Nós, os Canalhas
Nós, Os Canalhas é um filme de drama brasileiro de 1975, escrito, produzido, estrelado e dirigido por Jece Valadão para a Magnum Filmes. Trilha sonora de Beto Strada.

## Elenco
- Jece Valadão...José Cláudio
- Vera Gimenez...Shirley
- Celso Faria...Cláudio José / José Cláudio / "Capixaba"
- Benedito Corsi..."Grace Kelly"
- Zélia Hoffman...Maria Helena "Leninha"
- Newton Martins ...Pente Fino
- Rubens de Falco...Herculano "Tatá"
- Paulo Pinheiro...orador
- Pepa Ruiz...velha

## Sinopse
José Cláudio é funcionário público e mora com a mulher grávida no Rio de Janeiro. Um dia, ela é espancada e morta por três capangas sádicos do cruel bicheiro Tatá, chefão do subúrbio da Leopoldina. No mesmo dia, a caminho de casa, José Claudio é emboscado e espancado pelo mesmo trio, que o desconfigura e o deixa como morto. Ele se recupera mas tem o rosto reconstituído por cirurgia plástica, ficando irreconhecível. José Cláudio quer vingança e começa a investigar o irmão gêmeo, Cláudio José, e se encontra com a ex-amante dele, a cantora da noite Leninha. Ela conta que Cláudio José fora recrutado por Tatá, passando a ficar conhecido como "Capixaba", e a abandonara quando conquistou a amante do patrão, a vedete Shirley. Tatá descobriu sobre a traição dos dois e passou a persegui-los, até que Cláudio José resolveu usar sua semelhança com José Cláudio para enganar o bandido e escapar. Ao saber de tudo, José Cláudio vai atrás de todos que arruinaram com sua vida e, no final, se encontra com o irmão para o acerto de contas.